# Bitva u Týna nad Vltavou (1742)
Bitva u Týna nad Vltavou či První bitva u Týna nad Vltavou byla menším válečným střetem mezi císařskými oddíly armády polního maršála Karla Alexandra Lotrinského a Jana Jiřího Kristiána z Lobkowicz a jednotkami francouzské armády, které vedl maršál Charles Louis Auguste Fouquet de Belle-Isle v první fázi válek o rakouské dědictví. Odehrála se 5. června 1742 na předměstí a přímo v zástavbě Týna nad Vltavou v jižních Čechách při útoku Rakušanů s cílem obsadit zdejší most přes Vltavu a začít tak ofenzivní tažení ku Francouzi, Bavory a Sasy okupované Praze. 
Události bojů připomínají dobová boží muka v místě bitvy a také název zdejší čtvrti Bojiště. Rovněž dopomohly ke vzniku dělostřeleckého cvičiště nedaleko Týna, pro něž se posléze vžil název Velký depot. 

## Před bitvou

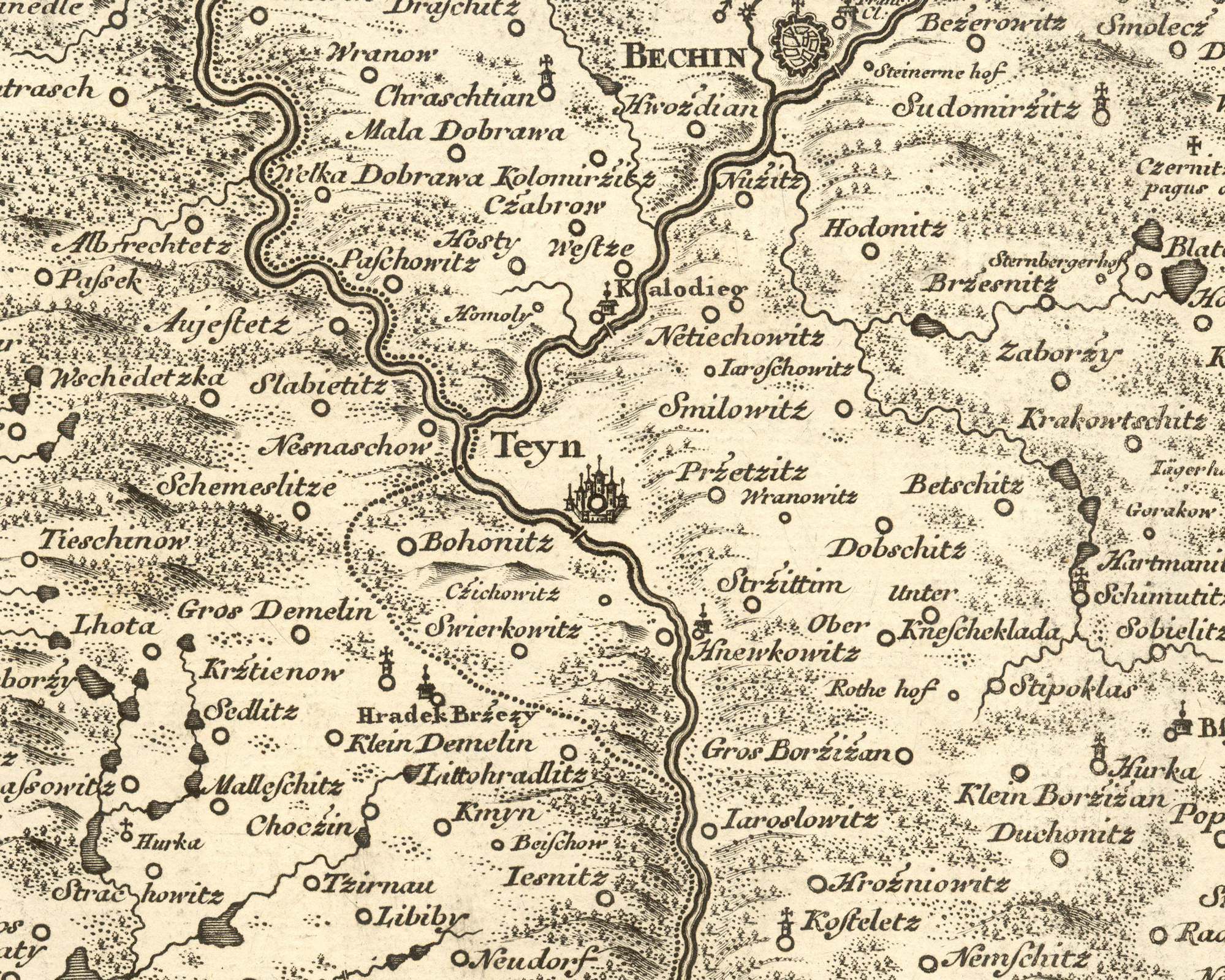
Týn nad Vltavou (Teyn) a okolí na Müllerově mapě Čech z roku 1720.

Krátce po nástupu na trůn roku 1740 musela císařovna Marie Terezie čelit alianci států, které usilovaly o co největší oslabení Rakouska. Habsburské armády sváděly boje o rakouské Nizozemí s Francouzi a o své italské državy se Španěly. Ze západu monarchii napadli Bavoři a Sasové, podporovaní silným francouzským kontingentem, a ze severu úhlavní nepřítel, vojensky silné Prusko v čele s králem Fridrichem II., nepřímo podporované Švédskem. Z původně lokální války o Slezsko, nazývané též první slezská válka mezi Pruskem a Rakouskem, vzešel celoevropský zápas, pojmenovaný jako Války o rakouské dědictví.
Bavorsko a Sasko zpochybnilo nástupnictví Marie Terezie a v zápase o panovnický titul podpořilo Karla Albrechta Bavorského, který odcestoval spolu s vojskem ku Praze, kde se hodlal nechat korunovat českým králem. Sem jednotky Bavorů, Francouzů a Sasů dosáhly v říjnu a po dobytí města 26. listopadu zahájili okupaci trvající až do roku 1742. Hlavní vojenské síly říše pod velením císařovnina švagra Karla Alexandra Lotrinského byly přitom zaměstnány boji z Prusy ve Slezsku, které se na jaře 1742 přelily do východních a středních Čech a skončily pro Rakousko porážkou 17. května 1742 v bitvě u Chotusic nedaleko Kutné Hory. 
Oslabená pruská armáda se pak vydala nazpět do Slezska, které bylo posléze podstoupeno Prusku na základě Vratislavského míru, Karel Lotrinský se po bitvě pak urychleně vydal s vojskem do jižních Čech, aby zasáhl proti dalším nepřátelským vojskům na území říše a podpořil sbory Jana Jiřího Kristiána z Lobkowicz, které se zde střetávaly s oddíly francouzské armády maršála Charlese Louise Augusta Fouquet de Belle-Isle a maršála Victora Françoise de Broglie rozmístěné na frontě v okolí řeky Vltavy. Stejně tak francouzské oddíly spěchaly od Chotusic podpořit stavy svých vojsk na jihu Čech.   

## Průběh střetnutí
Zdejší rakouský vojenský velitel Jan Jiří Kristián z Lobkowicz byl po sérii menších bitev, mj. bitvě u Zaháji, nucen se se svou posádkou asi osmi tisíc mužů stáhnout za hradby Českých Budějovic a vyčkával příchodu vojsk Karla Lotrinského. Ten města dosáhl na přelomu května a června a rozhodl podniknout ofenzívu proti francouzským vojskům a zahájit tak postup proti okupované Praze. 

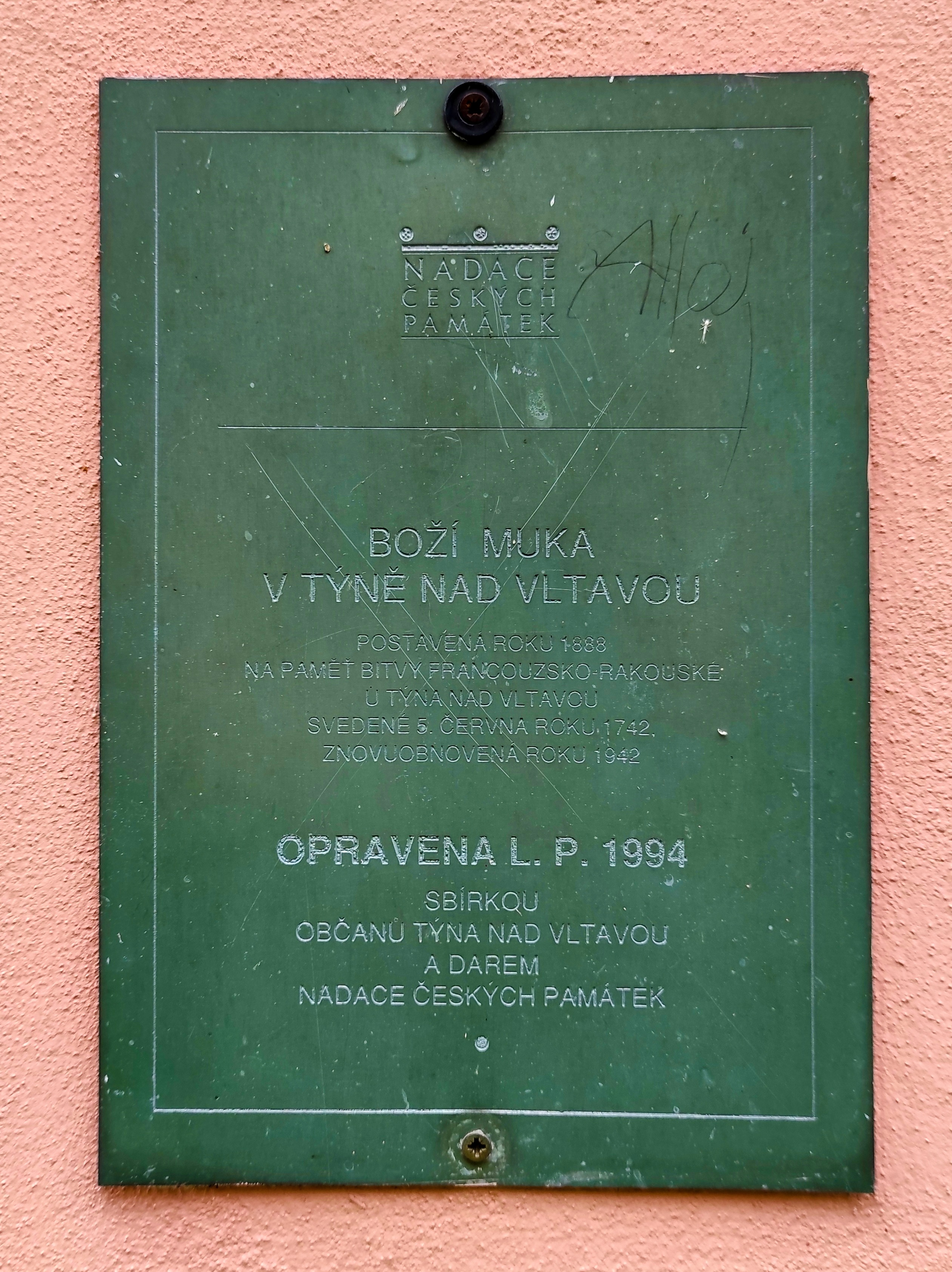
Pamětní deska na Božích mukách v Týně nad Vltavou

K bitvě došlo 5. června 1742 poté, co rakouské vojsko (patrně jeho předsunuté sbory) zahájilo útok na most přes Vltavu v Týně, hájeného francouzskými jednotkamu. Převážná část bojů se odehrávala v předmostí na levém břehu řeky, která jej odděluje od centra města. Armáda Karla Lotrinského zde díky početní převaze i lepšímu zázemí a zásobování zvítězila, most obsadila a pokračovala v dalším postupu v ose Vltavy na Prahu. 

## Hodnocení bitvy
Jednalo se o první větší vojenskou akci tohoto tažení, které na konci června oblehlo Prahu a zahájilo vyjednávání o kapitulaci. Konečný ústup bavorských, saských a francouzských sil však následoval až v říjnu 1742, které následně armáda Karla Lotrinského pronásledovala a přenesla boje na území Svaté říše římské. I přesto bylo toto střetunutí hodnoceno jako jedno z mála úspěšných bojových akcí v kariéře Karla Lotrinského. 
Po dvou letech, 9. října 1744, se udála druhá bitva u Týna nad Vltavou, kdy v okolí města porazily oddíly uherské jízdy barona Trencka jednotky ustupující pruské armády během bojů tzv. druhé slezské války. Války o rakouské dědictví pak pokračovaly, vesměs již mimo území Čech, až do roku 1748. 

## Památky bitvy
Čtvrť s hlavní příjezdovou cesto na starý týnský most přes Vltavu na levém břehu řeky dostala pak název Bojiště, hlavní ulice k mostu pak získala název Na Bojišti. Na místě bitvy, v pozdější Žižkově ulici, byla vybudována zděná boží muka s nástěnnými freskami připomínající první bitvu u Týna.
Od roku 1749 je na vrchu Posekaném nad městem zmiňováno rozsáhlé cvičiště císařských polních dělostřelců, později nazvaného Velký depot. Jeho vznik souvisel s rozsáhlou reorganizací rakouské armády pod direkcí maršála knížete Josefa Václava z Lichtenštejna a místo dvou slavných rakouských vítězství spolu s příhodností terénu rozhodlo o umístění právě nedaleko Týna.